# Spațiu pentadimensional

O proiecție ortogonală 2D a unui cub 5D

În geometrie un spațiu pentadimensional este un spațiu cu cinci dimensiuni. În matematică o succesiune de n numere reale poate reprezenta coordonatele într-un spațiu n-dimensional. Dacă este interpretată fizic, aceasta este cu una mai mult decât cele trei dimensiuni spațiale obișnuite. Dacă universul are sau nu cinci dimensiuni este un subiect de dezbatere.

## Fizică
Multe din lucrările timpurii despre spațiul cinci-dimensional au fost în încercarea de a dezvolta o teorie care unește cele 4 interacțiuni fundamentale din natură: forțele nucleare tari și slabe, gravitația și electromagnetismul. Matematicianul german Theodor Kaluza și fizicianul suedez Oskar Klein au dezvoltat independent Teoria Kaluza–Klein în anul 1921, care a folosit a cincea dimensiune să unească gravitația cu forța electromagnetică. Cu toate că apropierile lor au fost mai târziu descoperite ca fiind parțial greșite, conceptul a creat o bază pentru viitoarele descoperiri din secolul trecut.